# Ol'ga Buzova
Ol'ga Igorevna Buzova, coniugata Tarasova (in russo Ольга Игоревна Бузова?; Leningrado, 20 gennaio 1986), è una cantante, attrice e personaggio televisivo russa.

## Biografia
Figlia di un militare e di una dentista, Ol'ga Buzova si è diplomata alla scuola nº 631 di San Pietroburgo nel 2002 e ha successivamente studiato Geografia all'Università statale di San Pietroburgo, laureandosi nel 2008.
Nel 2004 è entrata a far parte del cast del reality Dom-2, di cui ha fatto parte per quattro anni. Fra il 2005 e il 2006 ha condotto, insieme a Roman Tret'jakov, il talk show per ragazzi Roman s Buzovoj, trasmesso sul canale televisivo TNT e sulla stazione radiofonica Pop-Sa. Nel 2007, sempre su TNT, ha curato la rubrica di moda Ostorožno, stilisty! nel programma Utro na TNT. Da dicembre 2008 è diventata conduttrice di Dom-2, nonché caporedattrice della rivista Mir realiti-šou.
Il suo debutto come attrice è avvenuto nel 2008 nella serie TV Univer; nello stesso anno ha anche avviato la sua carriera di cantante, con la presentazione dei suoi primi inediti nella colonna sonora Zvëzdy Dom-2. Zakony ljubvi. Si è concentrata sulla musica a partire dal 2016, quando il suo singolo di debutto Pod zvuki poceluev ha ottenuto successo a livello nazionale. Oltre al primo album omonimo nel 2017, ha pubblicato il suo secondo disco Prinimaj menja nel 2018, che ha fatto il proprio ingresso nella Eesti Tipp-40 al 26º posto.
A partire dalla primavera del 2018, Ol'ga Buzova ha iniziato a pubblicare vlog sul suo canale YouTube, dove parla della sua vita. Nello stesso anno si è lanciata in altre imprese, creando la criptovaluta Buzkoin, aprendo il ristorante BUZ.Food a Mosca, e producendo due nuovi programmi d'intrattenimento per TNT, Zamuž za Buzovu e Borodina protiv Buzovoj. Con un incasso di $3,9 milioni nel corso dell'anno, è comparsa al 6º posto nella lista annuale di Forbes degli intrattenitori più pagati in Russia; fra le donne, risulta la prima.

## Discografia

### Album in studio
- 2017 – Pod zvuki poceluev
- 2018 – Prinimaj menja
- 2021 – Vot ona ja

### Singoli
- 2016 – Pod zvuki poceluev (solo o con Alex Say)
- 2017 – Privykaju
- 2017 – Ljudi ne verili
- 2017 – Uletet'
- 2017 – Nam budet žarko (con Nastja Kudri)
- 2017 – Malo polovin
- 2017 – Moj ljudi vsedga so mnoj
- 2017 – WiFi
- 2018 – Odna noč'
- 2018 – Ona ne boitsja
- 2018 – Tože muzyka
- 2018 – Čempion
- 2018 – Noč' tekila
- 2018 – Na Dome-2 (Lova lova) (feat. Vitja AK)
- 2018 – Mirom pravit ljubov'
- 2018 – Tancuj pod Buzovu
- 2019 – Očen' chorošo
- 2019 – Poceluj na balkone
- 2019 – Ženskoe slovo
- 2019 – Vodica
- 2019 – Lajker
- 2019 – Vot ona ja
- 2019 – Ja ešče verju
- 2019 – Ne vinovata
- 2019 – Mandarinka (con Dava)
- 2020 – V ogne
- 2020 – Swipe
- 2020 – Davaj ostanemsja doma
- 2020 – Suka vesna
- 2020 – Orbit bez sachara
- 2020 – Mira me bebè (con Džaro & Chanza)
- 2020 – Х.О
- 2020 – Problema
- 2020 – Nenormal'nnyj vajb
- 2020 – Chejt
- 2020 – Snežinki (con Dava)
- 2020 – Kolbasa
- 2021 – Rozovye očki
- 2021 – Grustnyj trek
- 2021 – Tak sil'no (con Anja Pokrov)
- 2021 – Zavjazyvaj
- 2021 – Ženskaja dolja
- 2021 – Bez del
- 2021 – Kod ljubvi
- 2021 – Igruška
- 2022 – Ne budi vo mne zverja
- 2022 – Delat' dobro
- 2022 – Baby Tonight
- 2022 – Michail
- 2022 – Antitela
- 2022 – Chudi
- 2023 – Zaplaču
- 2023 – Verni
- 2023 – Pozovi
- 2024 – Neon
- 2024 – Gambit
- 2024 – Made in Russia (solo o con Nadežda Babkina)
- 2024 – Taksi (con Oleg Miami)
- 2024 – Guljaj strana (con Alex&Rus)
- 2025 – Nevernaja
- 2025 – Strana Alenija (con i Diskoteka Avarija)

### Collaborazioni
- 2016 – Esli... (Klava Koka feat. Ol'ga Buzova)

## Filmografia

### Cinema
- Barmen, regia di Dina Šturmanova (2015)
- Derži udar, detka!, regia di Ara Oganesjan (2016)
- Žgi!, regia di Kirill Pletnëv (2017)
- Zombojaščik, regia di Konstantin Smirnov (2018)
- Čumovoj Novyj God!, regia di Andrej Bogatyrev (2020)
- Ëlki 8, regia di Aleksandra Lupaško, Varvara Macenova, Anton Bogdanov, Jakov Jurovickij e Vasilij Zorkij (2021)

### Televisione
- Univer – serie TV (2008) – Cameo
- Zajcev+1 – serie TV (2012) – Cameo
- Bednye ljudi – serie TV (2015) – Cameo
- Černobyl': Zona otčuždenija 2 – serie TV (2017) – Cameo
- SašaTanja – serie TV (2021) – Cameo
- Žena oligarcha – serie TV (2021) – Cameo
- Zvëzdy v Afrike – serie TV, 15 episodi (2021)
- Evgenič – serie TV (2021) – Cameo
- X Factor Belarus (2021) – Coach
- SamoIronija sud'by – film (2022)
- Ivan Vasil'evič menjaet vsë – film (2023)
- Zvëzdy i Sibiri – film (2024)

### Doppiaggio
- Kejt in Modnaja štučka (versione russa)
- Komandir in 100% volk
- Iris Bol'e in Dožd' iz mužčin

## Riconoscimenti
- Premija Muz-TV
  - 2017 – Candidatura alla svolta dell'anno[18]
  - 2018 – Candidatura al miglior video femminile per Malo polovin[19]
  - 2018 – Miglior canzone di Runet per Malo polovin[19]
  - 2019 – Candidatura al miglior video femminile per WiFi[20]
  - 2021 – Candidatura al miglior video femminile per Vodica[21]

- Premija RU.TV
  - 2017 – Candidatura al miglior debutto per Privykaju[22]
  - 2018 – Candidatura al video più sexy per Nepravil'naja[23]
  - 2019 – Fan ili profan[24]

- Rossijskaja nacional'naja muzykal'naja premija Viktorija
  - 2023 – Candidatura alla hit dance dell'anno per Pozovi[25]

- Žara Media Awards
  - 2024 – Candidatura al video dell'anno per Gambit[26]
  - 2024 – Candidatura all'influencer dell'anno[26]

- Žara Music Awards
  - 2023 – Show[27]